# Tagarbala
Tagarbala (łac. Tagarbalensis) – stolica starożytnej diecezji w prowincji rzymskiej Byzacena. Współcześnie w Tunezji w regionie Sahel, obecnie katolickie biskupstwo tytularne. 

## Biskupi
| Lp. | Biskup                                       | Funkcja                                                                    | Od               | Do               |
| --- | -------------------------------------------- | -------------------------------------------------------------------------- | ---------------- | ---------------- |
| 1   | John May                                     | biskup pomocniczy diecezji Chicago (USA)                                   | 16 czerwca 1967  | 29 września 1969 |
| 2   | Caetano Antônio Lima dos Santos, O.F.M. Cap. | biskup emerytowany diecezji Ilhéus (Brazylia)                              | 19 grudnia 1969  | 1970             |
| 3   | Eduardo André Muaca                          | arcybiskup koadiutor archidiecezji Luanda, (Angola)                        | 10 sierpnia 1975 | 19 grudnia 1975  |
| 4   | Gerard Kusz                                  | biskup pomocniczy diecezji opolskiej biskup pomocniczy diecezji gliwickiej | 8 lipca 1985     | 15 marca 2021    |
| 5   | Joseph Espaillat                             | biskup pomocniczy Nowego Jorku (USA)                                       | 25 stycznia 2022 |                  |